# Święty Jakub Starszy (obraz El Greca z Almadrones)
Święty Jakub Starszy – obraz hiszpańskiego malarza pochodzenia greckiego Dominikosa Theotokopulosa, znanego jako El Greco.
Podczas wojny domowej w Hiszpanii, Marquis of Lozoya zauważył serię płócien wniesionych do Fuerte de Guadalajar, pochodzących z kościoła pobliskiej wsi Almadrones. Dziewięć z nich trafiło do Muzeum Prado, a reszta została rozproszona po innych muzeach. Seria znana jako apostołowie z Almadrones jest najstarszą ze wszystkich innych serii, jednakże jakością wykonania odbiega od portretów z Muzeum El Greco w Toledo czy z toledańskiej katedry.

## Opis obrazu
Portret św. Jakuba Starszego należy do najciekawszych z serii ze względu na zastosowaną technikę. Postać została ujęta od połowy, jak wszystkie portrety apostołów z Almadrones, bez żadnych towarzyszących mu symboli. Z tego też powodu niektórzy historycy identyfikują postać jako Jakub Młodszy (Wismer, Michael Scholz-Hansel). Modelem dla apostoła mógł być jeden z pacjentów z miejscowego szpitala psychiatrycznego, z którego El Greco często korzystał. Jakub przedstawiony został w niebieskiej szacie, choć pod wpływem światła padającego z lewej strony kolor miejscami zanika. Gest jaki wykonuje święty, wskazuje jakby chciał coś przekazać; podobny wykonuje Jakub z Muzeum El Greca.
Najbardziej uderza technika wykonania portretu jaką zastosował El Greco. Nie znając okresu powstania dzieła, mało kto mógłby sądzić, iż powstało na początku XVII wieku. Szybkie pociągnięcia pędzla, towarzysząca ekspresja, przybliża sposób wykonania obrazu do tego jaki stosował Vincent van Gogh.
Obraz w muzeum Prado znalazł się w 1946 roku wraz z kilkoma innymi portretami. Pięć innych obrazów należących do serii zostało sprzedane do prywatnych kolekcji w Ameryce Północnej.